# Peter Duelund
Peter Duelund (født 28. september 1945 i Silkeborg) er kultursociolog. Han er mag.art. i kultursociologi fra Københavns Universitet og lektor emeritus ved Institut for Kunst- og Kulturvidenskab på Københavns Universitet. 
Han var medstifter af foreningen Det Ny Samfund, der var en af de vigtige organisationer i ungdomsoprøret i Danmark.
Han har været leder i kulturcentret »Huset« i København og Husets Teater. Han har været Nordisk Ministerråds konsulent for det nordiske kultursamarbejde og repræsenteret de nordiske lande i Europarådets kultursamarbejde.
Han står bag Nordisk Kultur institut.
Peter Duelund har været forskningsleder på flere kulturpolitiske forskningsprojekter, bl.a. Kulturens Politik i 17 bind for Kulturministeriet i Danmark (1994-1996) samt den komparative nordiske kulturanalyse Nordisk Kulturpolitik under Forandring, som er gennemført med støtte fra kulturministerierne i de nordiske lande og Nordisk Kulturfond (1998- 2003).
Peter Duelund anvendte som den første ordet parallelsamfund på dansk i en kronik i dagbladet Information i 1968 med titlen ”Parallelsamfund som ny politisk strategi”. Han indførte ordet parallelsamfund som et mindre ambitiøst modkulturbegreb end modstykket "alternativt samfund".